# Juan de Valladolid
Juan de Valladolid, conocido también como Juan Poeta (Valladolid, c. 1410 - después de 1477), fue un juglar y poeta del Prerrenacimiento castellano perteneciente a la lírica cancioneril.

## Biografía
Judío de nacimiento y, según su enemigo Antón de Montoro, hijo de un comerciante y pregonero verdugo y de una criada de mesón, se convirtió al cristianismo más tarde y habría sido marrano (judío convertido al cristianismo en apariencia que seguía practicando el judaísmo clandestinamente) y entre 1422 y 1444 trabajó como oficial y escribano en la aduana real de Palermo (Sicilia), ciudad gobernada por Alfonso el Magnánimo; en 1444 ya era además encuadernador de los libros del rey; este trabajo le dio oportunidad de acumular cierta cultura. Desde entonces llevó una vida itinerante por Castilla e Italia. Se halla en la corte de Juan II hacia 1453 (cuando fue ejecutado el valido Álvaro de Luna, sobre cuya desgracia escribe: "Tirano, quería robar / y mandar más que no el rey"), y quizás viaja a Córdoba en 1455 con el séquito del marqués de Villena, don Juan Pacheco, uno de sus protectores; acaso de entonces es su contienda poética con el cordobés Antón de Montoro. El 10 de octubre de 1458 aparece de nuevo en Italia, en la corte del marqués Borso de Este en Ferrara, donde, según un documento, destaca como "poeta vulgar" y repentizando, esto es, improvisando versos. Después viaja a Mantua, pues una carta de recomendación a Francesco Sforza que le dirige el marqués de Mantua Ludovico Gonzaga confirma que se hace notar entre los enanos, bufones y cantores de palacio. Juan Poeta pasa entonces a residir en Milán como bufón de los Sforza. Según otra carta (de Francesco Sforza a la familia Gonzaga, 23 de enero de 1462) para esta fecha ya ha incorporado a sus destrezas de poeta e improvisador otra actividad propia de los truhanes cortesanos: la de espantanublados (conjurar, a través de hechizos, la caída del granizo). El Jueves Santo de 1470 el papa Paulo II concedió una indulgencia general (o perdonança) a los peregrinos que asistieran a la catedral de Valencia y, según unas coplas de corte antisemita de Pedro Manrique, Conde de Paredes, Juan de Valladolid estuvo allí. En 1473 estaba en la corte del rey de Nápoles, Fernando, que lo estimaba sobremanera (assai caro) y lo reconocía como homo de singulare ingenio et de bona pratica cortesana. Sin embargo, su condición humilde y judaica y sus intentos de disimularla despertaron el veneno satírico de poetas nobles que se consideraban de superior rango también en la poesía. En 1477 estaba en Sevilla en el séquito de Isabel la Católica, quien lo estimaba mucho, según se desprende de los versos del envidioso Antón de Montoro. Después de este año se le pierde la pista y es de suponer que falleció poco después.
En sus invectivas, Gómez Manrique y Pedro Manrique dicen que en uno de sus múltiples viajes -y presuntamente para ir de peregrinación a Jerusalén- fue capturado por piratas musulmanes y llevado a Fez, donde, tras haber renegado del cristianismo, habría sido puesto en libertad y se habría casado con una judía llamada Jamila y con una morisca. Vuelto a España, habría pasado algunos años en la corte de los reyes de Navarra, donde amistó con el príncipe Carlos de Viana, quien le dedicó unos versos en prueba de la amistad que le tuvo; más tarde se instaló en Córdoba, donde habría recibido un honorario grande del concejo de la ciudad e intercambió poemas satíricos con Antón de Montoro.

## Obra
De este interesante personaje, pese a su importancia y fama como poeta cortesano (es objeto de numerosas referencias entre sus contemporáneos), ha subsistido muy poca obra. Dos poemas dirigidos a Álvaro de Luna: "Condestable esclarecido" e "In Dei nomini por quanto" (o el "Testamento del Maestre de Santiago", también atribuido a Fernando de la Torre); dos canciones a la Infanta María (hija de Juan II de Navarra y hermana de Fernando el Católico): "No veros mes osadía" y "Exçelente gentil dama" y un intercambio poético con Gómez Manrique  y dos con Antón de Montoro.
Frente a este escaso caudal poético, recibió ocho invectivas de Gómez Manrique, seis de Montoro, dos del conde de Paredes y otras dos del Comendador Román y Ribera, respectivamente. En el Cancionero General hay tres poemas adicionales en su contra: de un galán uno y de dos escuderos los otros. Todos motejan a Valladolid de judío. No ha sobrevivido ninguna respuesta del poeta a dichos textos.